# فرودگاه بلیمبینگساری
فرودگاه بلیمبینگساری (به انگلیسی: Blimbingsari Airport) یک فرودگاه همگانی است که یک باند فرود آسفالت دارد و طول باند آن ۱۴۰۰ متر است. این فرودگاه در کشور اندونزی قرار دارد و در ارتفاع ۰ متری از سطح دریا واقع شده‌است.

## شرکت‌های هواپیمایی و مقصدهای پروازی

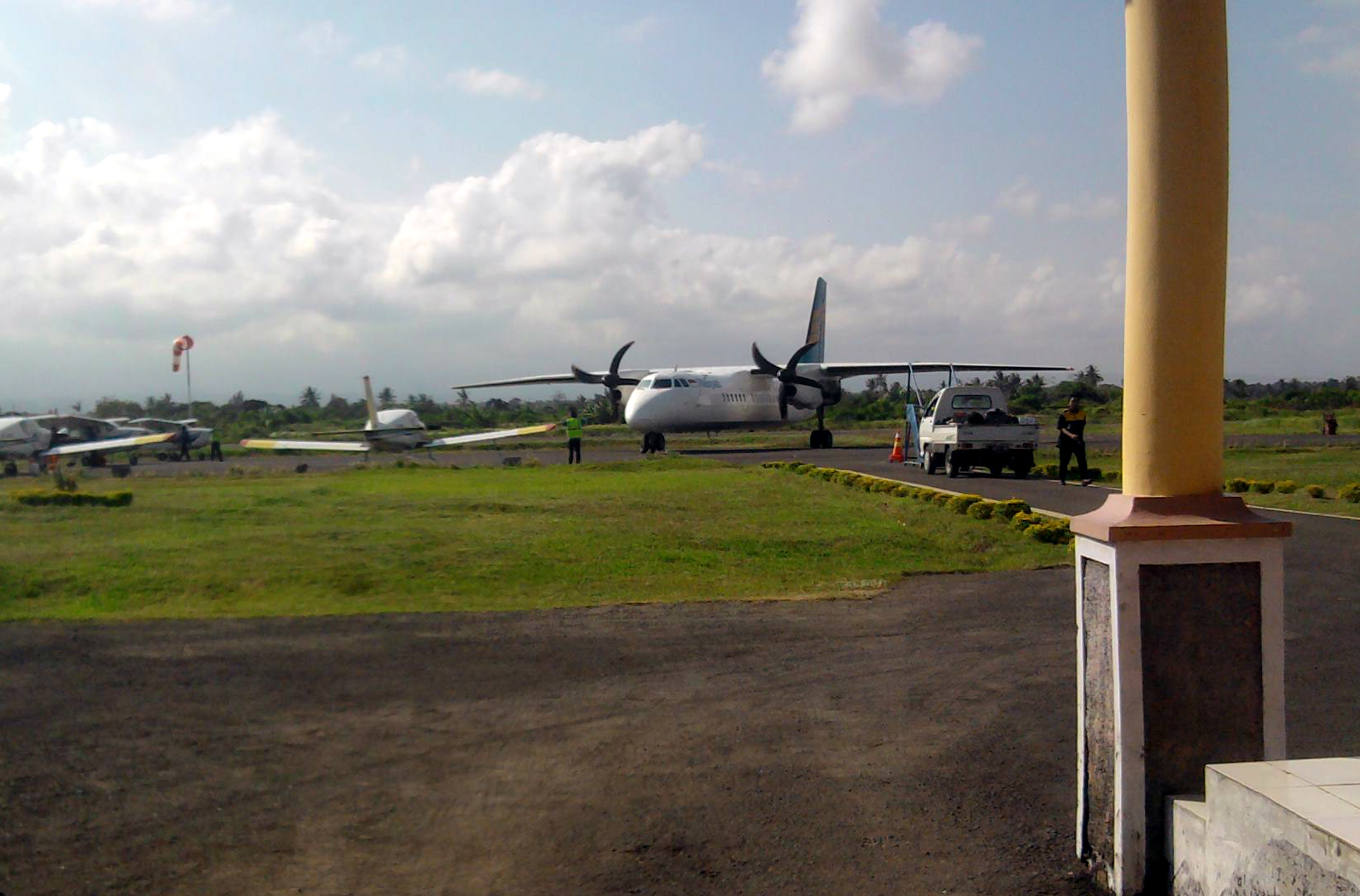
Planes at Blimbingsari Airport

| شرکت‌های هواپیمایی                           | مقصدهای پروازی |
| ------------------------------------------- | -------------- |
| گارودا ایندونزیا اجرا توسط گارودا ایندونزیا | جواندا         |
| Nam Air                                     | سوئکارنو-هتا   |
| وینگز ایر                                   | جواندا         |